# Індія в російсько-українській війні
Впродовж російського вторгнення Індія розвивала свої політичні та економічні звʼязки із РФ і закликала до миру.
Н. Моді зазначав, щоб припинити наступ Москви, Україні доведеться піти на компроміс щодо деяких речей, але у будь-якому випадку не повинно йтися про передачу українських територій Росії. Артикуляція таких принципів і правил відповідно до Статуту ООН, і водночас неприєднання до західних санкцій чи засудження війни Росії, було послідовною позицією Індії протягом останнього десятиліття, від моменту захоплення Росією Криму та частини Донбасу в 2014 році.

## Підтримка Росії

### Політична підтримка
У березні 2023 року представник Індії на саміті G20 Амітабх Кант заявив, що країни Європи занадто багато уваги приділяють війні в Україні та повинні зосередитися на глобальному економічному зростанні та проблемах бідності у світі.
У березні 2024 року уряд Індії привітав російського диктатора Путіна з черговим переобранням на псевдовиборах. 8-9 липня Моді відвідав із дводенним візитом Росію. За інформацією індійських ЗМІ, він домовлявся з Путіним щодо звільнення з російської армії громадян Індії, яких обманом відправили на війну проти України. Ця зустріч відбулася у день російського масованого ракетного обстрілу по Україні, на що негативно відреагував президент України Володимир Зеленський:
«російська ракета влучила в найбільшу дитячу лікарню України, націлившись на маленьких онкохворих. Багато хто був похований під завалами. Це величезне розчарування та нищівний удар по мирних зусиллях бачити, як лідер найбільшої демократії світу обіймається з найкривавішим злочинцем у світі в Москві в такий день»
Після візиту до України який відбувся наприкінці серпня 2024 року, премʼєр-міністр Моді провів телефонну розмову з лідером РФ. У жовтні Нарендра Моді відвідав у Казані 16-й щорічний саміт БРІКС.

### Торгівля та допомога в обході санкцій
Впродовж 2022-2024 Індія стала одним із найбільших спонсорів російського режиму, в першу чергу через придбання російської нафти.

#### 2022
Відомо що РФ таємно купувала компоненти для військової промисловості в Індії. У жовтні 2022 року Міністерство промисловості та торгівлі РФ, відповідальне за оборонне виробництво, розробило конфіденційні плани витратити близько 82 мільярдів рупій (приблизно 1 мільярд доларів) на придбання критичних електронних компонентів через канали в Індії, приховані від західних урядів. Митні дані показують, що Індія тоді постачала до РФ електронне обладнання , включаючи БпЛА та компоненти для радіоелектронних систем.

#### 2023
Після початку вторгнення російська влада почала поступово відмовлятися від долара в міжнародній торгівлі і переходити на торгівлю в національних валютах і на початку 2023 року Індія почала розраховуватися за куплені у РФ товари в рупіях, однак через дисбаланс в торгівлі почав утворюватися великий надлишок рупій у травні того ж року така торгівля припинилася. Відомо про обсяг рупій еквівалентом близько 39 млрд $, який накопичився і його складно використовувати через валютні обмеження в Індії для нерезидентів.

#### 2024
У жовтні 2024 року стало відомо що Індія наростила експорт критично важливих підсанкційних технологій до Росії – згідно інформації від Bloomberg. Обсяг індійського експорту товарів, що підпадають під обмеження (в тому числі мікросхем та верстатів) до Росії перевищив 60 мільйонів доларів щомісяця у квітні та травні. Це вдвічі більше, ніж у попередні місяці цього року. Вже в липні ця сума сягнула 95 мільйонів, за цим показником Індію обганяє лише Китай.
Згідно інформації від Bloomberg станом на жовтень 2024, Індія відіграє ключову роль як посередник у постачанні РФ потужних ШІ-технологій, попри західні санкції. Також справжнім джерелом технологій виступає Малайзія, а ключовими постачальниками є індійські компанії Shreya Life Sciences та Hayers Infotech Private Limited. У період з квітня по серпень 2024 року Shreya Life Sciences експортувала до росії 1111 серверів Dell PowerEdge XE9680 із процесорами Nvidia, розробленими для штучного інтелекту. Вартість цих поставок оцінюється в $300 млн. Загалом з лютого 2022 року компанії Shreya та Hayers поставили до росії високотехнологічної продукції на суму $434 млн. Ці сервери потрапляють під західні санкції через можливе військове використання, але Індія, яка не приєдналася до санкцій США та ЄС проти Москви, активно веде бізнес з РФ.
Окрім фармацевтики, Shreya Life Sciences займається експортом технологічного обладнання. Її зв'язки з РФ сягають 1995 року, коли компанію заснував у Москві Сюджит Кумар Сінгх. Партнером з російського боку виступає компанія Main Chain, яка не перебуває під санкціями США. З березня по серпень 2024 року Індія імпортувала з Малайзії понад 1400 серверів Dell PowerEdge XE9680 через Dell International Services India Private Ltd. та сингапурське відділення Dell Global BV. Після цього сервери були перепродані росії, що свідчить про обхід санкцій за допомогою міжнародних посередників.
У вересні 2024 року Індія стала найбільшим імпортером російської нафти, випередивши Китай.
Станом на листопад 2024 року двосторонній товарообіг між Індією та РФ становив $66 млрд, з яких  $57 млрд це Індійська купівля російських товарів, в першу чергу нафти.
12 грудня 2024 року російська державна нафтова компанія «Роснєфть» погодилася постачати майже 500 000 барелів сирої нафти на день індійському приватному нафтопереробнику Reliance. Це найбільша в історії угода про постачання нафти між цими країнами.

#### 2025
24 березня 2025 року стало відомо що Індійська компанія Park Controls & Communications допомагала російській EMT отримувати підсанкційне обладнання з Європи. Компанія здійснювала замовлення підсанкційного в Росії обладнання, яке потім використовувалося оборонно-промисловим комплексом РФ для виробництва зброї.

#### Військово-промисловий комплекс
19 вересня 2024 року стало відомо що уряд Індії планує спільно з Росією модернізувати та виставити на експорт парк танків Т-72, котрий налічує близько 2500 машин. Модернізація машин включатиме спільні зусилля індійських виробників оборонної техніки та російських постачальників технологій.

## Підтримка України
Впродовж війни українські військові використовували індійські боєприпаси (зокрема 125-мм постріли до танків, мінометні постріли, та 155-мм артилерійські постріли). Також Індія надсилала Україні незначну гуманітарну та грантову допомогу. 
У вересні 2022 року Моді сказав президентові Росії Володимиру Путіну, що зараз не час для війни.
У червні новообраний прем’єр-міністр Індії Нарендра Моді зустрічався з Президентом України В. Зеленським на G7. Індія брала участь у Швейцарській мирній конференції, але не підписала Комюніке через відсутність РФ за столом переговорів.
У серпні 2024 року відбувся перший за 30 років візит премʼєр міністра Індії до України. Напередодні Моді заявив, що обговорить з президентом Володимиром Зеленським «перспективи мирного врегулювання конфлікту в Україні», а також «поглиблення індійсько-української дружби». Під час візиту лідери обох країн поклали іграшки до місця мультимедійного мартирологу «Діти» в Києві та вшанували пам’ять загиблих юних українців хвилиною мовчання.

## Миротворчі зусилля
Впродовж російського вторгнення Індійські лідера та чиновники час від часу робити миротворчі заяви без будь-яких наслідків. 
У червні 2023 року Моді заявив що Індія закликає до діалогу і дипломатії для вирішення конфлікту в Україні, і готова зробити посильний внесок у відновлення миру.
У вересні 2023 року лідери країн «Групи двадцяти» на саміті в індійській столиці Нью-Делі мали обговорювали війну Росії в Україні. У документі вони підтримали Україну, але не зуміли дійти згоди у тому, щоб засудити дії Москви.
Впродовж 2024 року відбулися візити прем’єр-міністра Н. Моді до Москви, Відня, Варшави, Києва та Нью-Йорку, що були зосереджені на так званих «мирних зусиллях Індії». 

## Участь громадян Індії у вторгенню в Україну
8 березня 2024 року Індія заявила про розкриття «великої мережі торгівлі людьми», яка обіцяла молодим людям роботу в Росії та заманювала їх на війну проти України. Щонайменше двоє чоловіків, які поїхали до Росії, сподіваючись працювати «помічниками» в армії, загинули на фронті, повідомили їхні родини. Посольство Індії в Росії підтвердило одну з цих смертей. Відомо також про кількох тяжкопоранених. У кримінальній справі йдеться, що деяким із чоловіків також пропонували вступ до «сумнівних приватних університетів» у РФ разом із «безкоштовним продовженням візи зі знижкою». Там додали, що громадян Індії відправили на передову «всупереч їхнім бажанням».
8 липня Моді відвідав РФ заради переговорів про звільнення з російської армії громадян Індії, яких обманом відправили на війну проти України.
22 жовтня міністр закордонних справ Індії Вікрам Місрі заявив що Індія вже повернула 85 своїх громадян із російської війни проти України, а прем’єр-міністр Індії Нарендра Моді під час саміту БРІКС у Казані вестиме переговори з російською владою про повернення ще 20 громадян.

## Див також
- Зовнішня підтримка російського вторгнення в Україну
- Постачання зброї та обладнання в Росію під час російського вторгнення